# محمود معزی‌پور

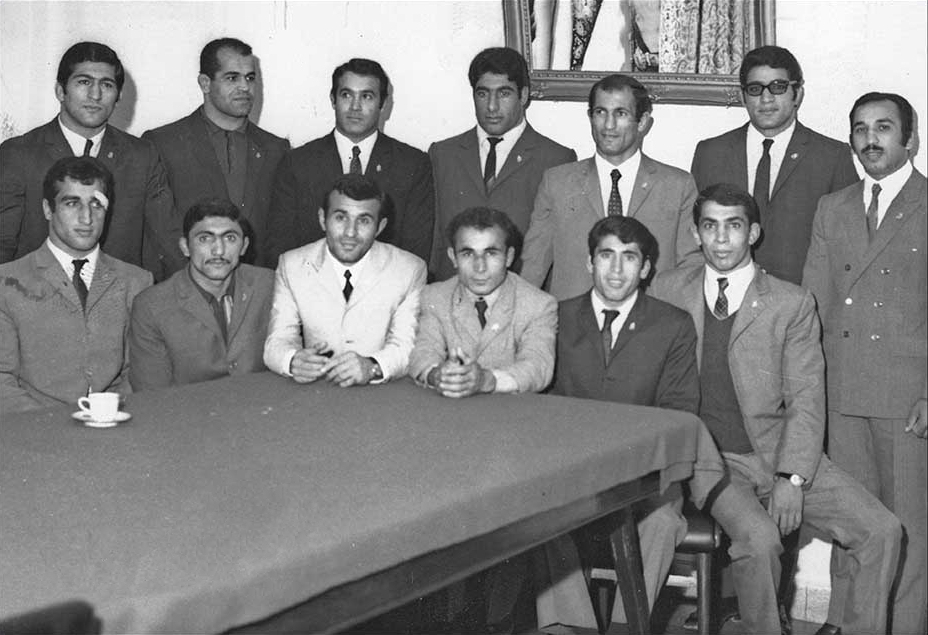
تیم کشتی اعزامی ایران به تورنمنت جام تاتراس ۱۹۶۹. محمود معزی‌پور نفر دوم ایستاده از چپ.

محمود معزی پور (درگذشته ۲۸ مهر ۱۳۹۷ در تهران) کشتی‌گیر آزاد کار ایرانی بود. وی در بازی‌های آسیایی ۱۹۶۶ در بانکوک، تایلند در رشته کشتی آزاد مدال نقره را برای ایران تصاحب کرد.

## سابقه کشتی‌گیری
- ۱۳۴۰ تا ۱۳۴۲ نفر اول وزن پنجم رقابت‌های قهرمانی ایران.
- ۱۳۴۴ نفر اول وزن پنجم رقابت‌های قهرمانی ایران.
- ۱۳۴۸ نفر اول وزن هفتم رقابت‌های قهرمانی ایران - نایب قهرمان آسیا.

## سابقه مربیگری
-رقابت‌های جهانی سال ۱۹۷۷ لوزان سوییس مربی تیم ایران.
-رقابت‌های جهانی سال ۱۹۸۲ ادمونتون کانادا سرمربی تیم ایران.
-رقابت‌های جهانی سال ۱۹۸۵ بوداپست مجارستان هدایت تیم ایران را برعهده داشت.
-رقابت‌های جهانی سال ۲۰۰۲ تهران به عنوان مدیر تیم‌های ملی که تیم ایران قهرمان جهان شد.
-رقابت‌های المپیک سال ۲۰۰۴ آتن به عنوان مربی که تیم ایران در این رقابت‌ها صاحب ۲ مدال نقره و یک مدال برنز شد.
-رقابت‌های جهانی جوانان گوآتمالا و پکن در سال‌های ۲۰۰۶ و ۲۰۰۷ به‌عنوان سرمربی که تیم ایران در این رقابت‌ها به مقام دوم دست یافت.
-المپیک ۲۰۰۸ پکن سرمربی تیم ملی کشتی آزاد بود که ایران یک مدال برنز گرفت.
-هشت دوره سرمربیگری تیم ملی کشتی آزاد جوانان که سابقه سه قهرمانی جهان و پنج نایب قهرمانی را دارا است.
-چند دوره سرمربیگری تیم ایران در رقابت‌های قهرمانی بزرگسالان آسیا که با چند قهرمانی همراه بوده‌است.

## درگذشت
این پیشکسوت کشتی حدود ساعت ۴ بامداد ۲۸ مهر ۱۳۹۷ در تهران دچار ایست قلبی شد و قبل از رسیدن به بیمارستان درگذشت.